# Vegalatrave
Vegalatrave község Spanyolországban,  Zamora tartományban. Vegalatrave Gallegos del Río és Ferreruela községekkel határos. Lakosainak száma 79 fő (2024).

## Népesség
A település népessége az utóbbi években az alábbiak szerint változott:
| Lakosok száma | 147  | 141  | 142  | 128  | 114  | 99   | 98   | 88   | 81   | 79   |
|               | 2001 | 2004 | 2007 | 2009 | 2012 | 2014 | 2017 | 2019 | 2022 | 2024 |